# 不可視インク
不可視インク（ふかしインク）や隠顕インク（いんけんインク）は塗った時点、もしくは少し時間をおいた後に見えなくなる物質を使ったインクであり、特定の処理を施すことによって可視化される。ステガノグラフィーの一種としてスパイによっても利用されてきた。他にも情報の標識、再入場を防止する押印、製品の同定のための印などに用いられる。

## 歴史
紀元前1世紀の古代ギリシアの戦術家・アイネイアースが言及し、包囲戦下で生き延びるための議論をしているものの、使用したインクの種類については不明とされる（英語版を参照）。
日本においては忍者が方法・術を記録に残しており、『甲賀流武術秘伝』内の「白文文法」に、「大豆を細かく刻んで水に浸し、その汁で紙に書き、または酒で書いて、日に干し、読む時は鍋炭をふりかけ、炭が無い時は、水火灰の当座書にして、封せずして、主将より忍者に与う」、「水は鉄汁、火は灯芯、灰は大豆汁や唐荏の実」と記述されている。
『関東古戦録』巻3「武州松山城の攻防」において、永禄4年（1561年）12月上旬に、敵が松山城付近に陣を置き、忍びでも抜けられない大軍で包囲したため、太田資正（原文は三楽斎）が訓練を積ませた5匹の足の速いイヌ（城から岩築までの30里を往復させていた）に封を入れた竹筒を首に結び付け、夜に出した逸話があるが、この密書は「水に浸すと文字が浮き出る」仕組みになっていたと記述される。
「不可視の文字」という点のみであれば、特殊な事例として、『日本書紀』敏達天皇元年（572年）5月条に、高麗国使がカラスの羽に上表文を書いたものを持ってきたが、黒くて読めなかったため、これを炊飯の湯気で蒸し、柔らかい上等な絹布に羽を押し付け、字を写し取った話が記述されており、史実かは別として、この逸話は後代にまで日本国内で伝えられ、『続日本紀』延暦9年（790年）7月17日条においても話の引用が見られる。この場合、墨と同じ色のものに書くことによって、不可視にしている。

## 用途と応用
不可視インクは、万年筆、爪楊枝、綿棒などを使うか、あるいは指を浸してそのまま塗りつけるなどして使用される。塗布し、乾燥したあとは無色となって周りの質感と見分けがつかないようになる。
単なる白紙では秘密のメッセージが隠されているのではないかという疑念を抱かせる可能性があるため、見えなくなった文を補うための文章を付けたす必要がある。万年筆による筆記では不可視インクの線を横切った際にインクがにじみ、その存在を暗示してしまう危険があるため、この目的にはボールペンがより適している。同様に方眼紙も、引かれている線を変色させたりかすれさせたりするおそれがあるため、使用を避けるべきである。
可視化する方法は用いた不可視インクの種類によって異なるが、加熱、薬品による化学反応、紫外線などがある。このうち化学反応としては、一般的に青写真の製造過程と類似した酸塩基反応を用いる。展開液はスプレーを用いて吹き付けるが、フェノールフタレインインクを発色させるアンモニアのように、蒸気のものもある。

## 市販の不可視インク
1本は見えない文書を書くためのペン、もう1本はそれを可視化するためのもの、という2種のペンからなる玩具が市販されている。この手法を用いた本もあり、付属する「デコーダー・ペン」と呼ばれるもので白紙の部分をなぞることによって、隠されていた絵の一部分や文章が現れる。普通のインクで書かれた質問に対する答を確認したり、欠損している絵を完成させることによって遊ぶ。
紫外線を照射すると蛍光を発するインクを使ったペンも市販されている。普通のペンのように書いたあと、ブラックライトなどで紫外線を当て、筆跡を浮かび上がらせる。この種のインクは裸眼では見えず、発光している時だけ現れる。主に犯罪行為への対応策などとして広く用いられる。この手のインクを用いるペンの場合、キャップ部にUV発光型LEDライトが備えられている事が多い。この手の"秘密ペン"が百円ショップで市販される際には"シークレットペン"と呼ばれる商品名で販売される。
ある種の材質の面に塗ったときだけ見えなくなるが、その他のものには普通に書ける、という赤色インクもある。
コンピュータのインクジェットプリンター用の見えないインクも開発されており、普通は紫外線の照射下でのみ視認できる。文面の邪魔にならないように書類に印刷情報などを付加することができる。アメリカ合衆国郵便公社の集配課では（日本郵政公社でも）この種のインクを用いて書状にバーコードを印刷し、経路情報などを付け加える事によって区分機による郵便物の配達先区分の自動化に利用している。
ごくまれに不可視インクが芸術作品に使われることもある。たいていの場合は可視化されるが、そうでないこともある。不可視インクと化学反応インクを組み合わせ、紫外線を照射することによって様々な効果を生み出すような作品が作られている。

## 種別

### 紫外線で蛍光を発するもの

ブラックライトによるUV不可視インクの発光

紫外線を当てると蛍光によって光るもので、普段は無色でブラックライトなどで発光発色する蛍光物質（蛍光染料や蛍光顔料）を用いたインクが市販されている（暗闇でブラックライト照射するとより強く発光が確認される）。様々な色のものがあり、ガラスやプラスチックなど非極性の表面に使用できるインクもある。通常、蓄光性は無い。
一方、蛍光を発するのではなく、紫外線を吸収することによって可視化されるものもある。これを使って蛍光剤を含む紙に書きこむと、その筆跡は周囲よりも蛍光が弱くなる。黄色の染料はすべてこの性質を具えている。

### 熱によって可視化されるもの
加熱すると酸化されて色（たいていは茶色）が展開される有機化合物などがこれに含まれる。これらの「熱固定性」のインクは酸性の液体によっても同じような効果が得られる。展開後に何とか見える程度まで水などで薄めて使うのがコツであるとされる。
- 牛乳
- レモン、リンゴ、オレンジの果汁
- タマネギのしぼり汁
- 薄めた蜂蜜
- 薄めたコーラ
- 酢、ワイン
- 石鹸水

書き込んだ紙を暖房器具にかざしたり、アイロン掛けしたり、オーブンに入れたりして加熱し、呈色させる。100ワットの電球を使うと紙を傷めにくい。

### 化学反応によるもの
酸や塩基に触れさせると色が変わる物質を用いたものが大部分である。
- フェノールフタレイン — アンモニア蒸気または炭酸ナトリウムで変色する。フェノールフタレインはアンモニアなどの塩基の存在下でピンク色に変わるpH指示薬である。
- 酢 — 赤キャベツ色素（アントシアニン）を溶かした水（赤キャベツ水）で変色する。酢は酢酸を含み、赤キャベツ水をpH指示薬として作用させる。
- アンモニア水 — 赤キャベツ水で変色する。
- 硫酸銅(II) — ヨウ化ナトリウム、炭酸ナトリウム、アンモニア水で変色する。
- 硝酸鉛(II) — ヨウ化ナトリウムで変色する。
- 硫酸鉄 — 炭酸ナトリウム、フェリシアン化カリウムで変色する。
- 塩化コバルト — フェリシアン化カリウムで変色する。
- デンプン — ヨウ素溶液で変色する。インクは濃青色、紙は淡青色になる。
- レモン果汁 — ヨウ素溶液で変色する。インクは白色、紙は淡青色になる。
- 塩化ナトリウム（食塩） — 硝酸銀で変色する。

### 紙の表面を変質させるもの
ほとんど全ての不可視インクはここに分類されるが、純粋な蒸留水も同様に利用できる。どのような液体を塗っても紙の表面の繊維やサイジング（滲み止め）は変質する。
ヨウ素の結晶を熱した蒸気によって、筆跡が茶色く現れる。これは、紙が変質している部分にはヨウ素がより吸着されやすいためである。強い日光や漂白剤にさらすと元に戻る。
書き込む前に水を含ませたスポンジや水蒸気で紙を少し湿らせた後に乾かしておくと、この方法で筆跡が現れるのを防ぐ事ができる。しかし、湿らせすぎると、紙に処理を加えたことが明らかになってしまう。

## 秘密情報の奪取
不可視インクの存在が分かっている者はこれを可視化することができるが、しばしば起こる障害は、いくつもの紙片について何時間もかけて調べていくことができない、などといった時間の制限である。疑念を抱かせない事が不可視インクをうまく使うために重要な点である。
不可視インクの使用があらわになる兆候として、シャープペンシルの引っかき跡、紙の表面の粗さや反射率の変化（インクを薄めずに使うと暗めまたは明るめに変わる）などが挙げられ、これらは強い照明、拡大鏡を使った注意深い観察によって、あるいは勘で見出すことができる。文脈上奇妙なところに表れる「赤キャベツ」や「熱」などといったキーワードも、隠された文書の存在を示唆してしまう。また、光沢剤を含む紙、滑らか過ぎる紙も避けるべきである。これは、紙に含まれる滲み止めのためにインクが繊維の奥深くまで染みとおらず、特に光に当てたときなどに発見されやすくなるためである。しかしながら、紫外線によって可視化される非極性表面用のインクも市販されており、そのような紙に使っても、通常の状態では視認できない。
不可視インクで書かれた文書は、紫外線かヨウ素蒸気で満たされた容器を用いることによってすぐに読む事ができ、また、再び目に見えない状態に戻せる。すなわち、もし第三者がこの方法によって文書を盗み見たとしても、情報の漏洩を悟らせることなく受取人に手紙を渡すことができる。
理想的には、「検閲所」では視覚・嗅覚による検査、紫外線下での試験、オーブンでの加熱、そして最終的にはヨウ素蒸気を使用する必要がある。いくつかの不可視インクは赤外線カメラで感知できる、という説もある。
最終的には、紫外線と赤外線を交互に当てる方法でほとんどの不可視インクは破られることになった。

## 理想的な不可視インク
普通の不可視インクは機密保持には不十分である。第二次世界大戦中のイギリス特殊作戦執行部 (Special Operations Executive, SOE) のエージェントは、主に第一次世界大戦で使い古された、機密性が不確かなインクに頼って自らの命を危険にさらさないよう教育を受けていた。SOEの訓練マニュアルは理想的な不可視インクが具える条件として以下の物を挙げている。
1. 非常に水溶性が高い、すなわち油性でないこと。
2. 揮発性を持たない、すなわち無臭であること。
3. 紙に結晶を出さない、すなわち多少の光が当たっても目立たないこと。
4. 紫外線を照射しても発光しないこと。
5. 紙を分解・脱色させないこと。例えば硝酸銀は不可。
6. ヨウ素などの一般的な発色剤と反応しないこと。
7. 可視化に必要とするものができるだけ少ないこと。
8. 熱で発色しないこと。
9. 容易に入手でき、所持していても怪しまれない用途があること。
10. 複数の化合物の混合物でないこと。7と矛盾しないようにするため。

実際には、通常6と9が同時には満たされない。SOEは日用品から即席に得られるような化学薬品には頼らず、そのエージェントに特殊なインクを与えていた事が知られている。
不可視インクは本質的に「安全」なものとはいえないが、郵便物の全検査を行うのは技術的に難しい、という点も斟酌する必要がある。何百万もの電気通信を露見しないように大がかりに検閲する方が、少量の伝統的な封筒入りの手紙を手作業で検査するよりも容易である。組織として多数の保安要員を抱える独裁国家でないならば、郵便物の検閲は特殊な状況下、例えば特定の容疑者の手紙や、特定の施設に出入りする際の検査にとどめるべきである。
機密性の指針としていえば、ここで挙げたインクのほとんど全ては第一次世界大戦の終わりには知られていた。アメリカ中央情報局 (CIA) は、1999年、不可視インクは安全保障にいまだ必要であるという、論争の余地ある主張に基づき、第一次世界大戦時の不可視インク技術に関して機密情報リストからの除外命令を行わないでおくようアメリカ合衆国情報安全保障監督局に要請し、これが認められた。